# Metteniusaceae
Metteniusaceae er en lille familie med én slægt (Metteniusa) og syv arter af træer, som alle findes i Mellemamerika og den nordvestlige del af Sydamerika. Det er stedsegrønne træer med hele og helrandede blade, som mangler stilk. Blomsterne er samlet i duske, hvor de enkelte blomster har forvredne kronblade og lange støvfang. Frugten er en uregelmæssigt ribbet samlefrugt.